# Нейтральность репортажа
Нейтральность репортажа (или нейтральный репортаж) — юридическая концепция из области общего права, применяемая для защиты СМИ от судебных исков за клевету и диффамацию, как правило, в отношении хорошо известных, публичных персон. Нейтральность репортажа является исключением из той из нормы общего права, что тот, кто повторяет клеветническое заявление, является таким же виновным, как и первое лицо, опубликовавшее его.
Ответчики, использующие нейтральность репортажа для своей защиты, могут утверждать, что они не подразумевали, что оскорбительное заявление является правдой, а просто сообщили нейтральным способом, что потенциально клеветнические заявления были сделаны, даже если они сомневаются в точности этих заявлений. Для успеха такой защиты почти всегда требуется, чтобы сообщение было непредвзятым и отвечало общественным интересам.

### История
В законодательстве США о диффамации суд традиционно рассматривает публикацию и повторную публикацию клеветнических заявлений как неразличимые на том основании, что переизданные заявления могут причинить такой же вред человеку, как и первоначальная публикация. Доктрина нейтрального репортажа была установлена на основе того, что пресса не должна нести ответственность за переиздание обвинений, сделанных ответственным оратором об общественных деятелях, при условии, что сообщения о таких обвинениях нейтральны с точки зрения способа подачи, а их предмет является достойным освещения в печати.

#### Дело Эдвардс противНационального Одюбоновского общества
Дело Эдвардс против Национального Одюбоновского общества в 1977 году широко признанаётся первым крупным делом, в котором использовалась идея нейтрального репортажа. Само дело возникло по результатам сообщения о споре между Национальным Одюбоновским обществом и группой ученых, которых общество обвиняло в том, что компании, производящие пестициды, заплатили им за ложь относительно воздействия пестицидов на птиц. Газета Нью-Йорк Таймс, пытавшаяся осветить позиции обеих сторон спора, стала ответчиком по иску несколько ученых. Федеральный апелляционный суд признал, что газетная статья была нейтральной и отвечала общественным интересам.

#### Применение в праве США
Привилегия нейтрального репортажа не получила широкого распространения во всех штатах и судах. Окружной судья США Мэрилин Патель заявила, что «в решениях судов штата имеется большое количество несоответствий». В 2006 году, во время дела Mc Call vs. Courier Journal, Верховный суд Кентукки отклонил защиту на основе этой концепции, заявив, что она не была одобрена Верховным судом США, который, в свою очередь, отказался рассматривать дело. В 2004 году Верховный суд Пенсильвании постановил, что ни конституция Пенсильвании, ни конституция Соединенных Штатов не предусматривают подобной защиты. Эти два штата вместе с Мичиганом, Нью-Йорком и Калифорнией отвергли принцип нейтральности репортажа, в то время как Флорида входит в число немногих штатов, которые его приняли. В Иллинойсе один апелляционный суд признал этот принцип, а другой не продемонстрировал единство подхода даже в пределах одного и того же штата.

#### Применение в праве Великобритании
В Соединенном Королевстве защита с опорой на нейтральность репортажа известна, также, как «защита Рейнольдса» после дела 1994 года, когда Премьер-министр Ирландии Альберт Рейнольдс подал в суд на Sunday Times из-за статьи, в которой утверждалось, что он ввел в заблуждение парламент. Это дело стало важной вехой в британском законодательстве о клевете после того, как в 1997 году Палата лордов решила разрешить СМИ использовать защиту Рейнольдса, что означает, что они могут напечатать информацию о потенциальной клевете, если они смогут доказать, что такая публикация отвечает общественным интересам и является ответственной. Согласно книге о клевете Gatley on Libel and Slander", это «распространяется, по крайней мере, на приписываемое и нейтральное сообщение обвинений и встречных обвинений сторонами политического спора, в котором общественность имеет законный интерес».